# کلاته قصاب (خوسف)
کلاته قصاب یک روستا در ایران است که در شهرستان خوسف واقع شده‌است. کلاته قصاب ۱۶ نفر جمعیت دارد.